# Manohar Lal Munjal
Manohar Lal Munjal (Punjab, India; 4 de abril de 1945) es un ingeniero de acústica y profesor honorario hindú, profesor honorario, científico sénior de INSA, en el Centro de Investigación en Acústica Técnica (FRITA) del Instituto Indio de la Ciencia. Es conocido por sus estudios sobre la aeroacústica y análisis de la onda finita de los sistemas de escape. Es miembro electo de los tres principales academias de la ciencia de la India: Academia India de Ciencias, Academia Nacional de las Ciencia de la India, Academia Nacional de las Ciencias de India así como Academia Nacional India de Ingeniería Ha publicado tres libros: Control de Ruido y Vibración, Acústica de Conductos y Tubos de escape con la Aplicación de Escape y el Sistema de Ventilación de Diseño, y IUTAM Simposio sobre Diseño para la Tranquilidad, a su vez que ha contribuido con capítulos de libros editados por él mismo y otros. El Consejo de Investigación Científica e Industrial, ápice de la agencia del Gobierno de la India para la investigación científica, lo galardonó con el Premio de Ciencia y Tecnología Shanti Swarup Bhatnagar , uno de los más altos premios de la ciencia en la India, por sus contribuciones a las Ciencias de la Ingeniería en 1986.

## Biografía

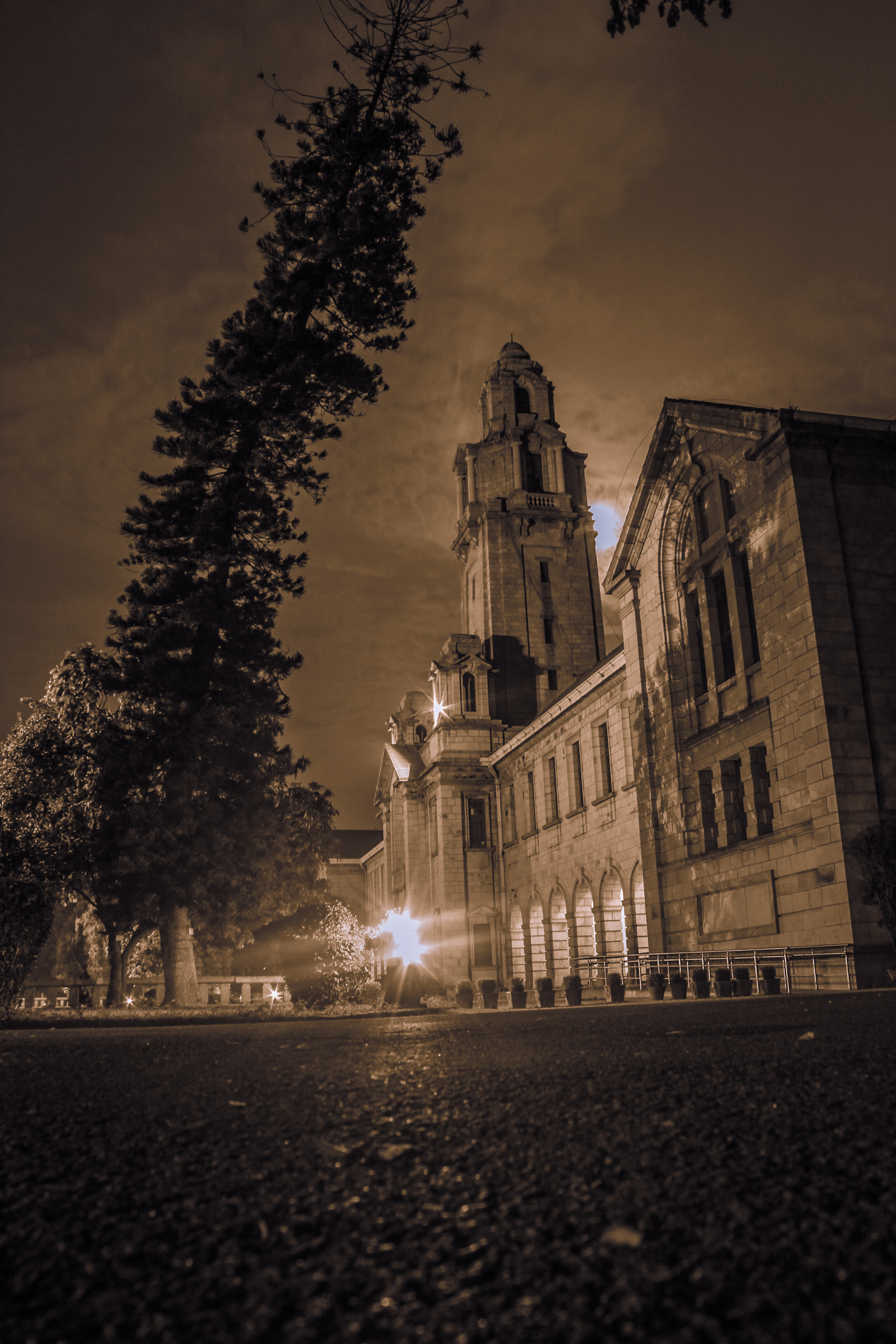
Instituto de la Ciencia Hindú

M. L. Munjal, nacido el 4 de abril de 1945, en el estado hindú de Punjab, se graduó en ingeniería mecánica con mención de honor en 1966 en la Universidad de Panjab y una maestría en ingeniería en combustión interna en el Instituto Indio de la Ciencia (Csii) en 1968. Se unió a este instituto como miembro de la facultad en 1968, al mismo tiempo que continuó sus estudios de doctorado, y obtuvo su doctorado en 1971. Sirvió al instituto en muchas actividades: presidió el departamento de ingeniería mecánica durante los años 1991-94, la división de mecánica de ciencias de 1999 a 2005, y actuó como coordinador de los Presidentes de las Divisiones desde el año 2003 al 2005. En el medio, tuvo tres posiciones en el extranjero como la visita de un miembro de la facultad. En 1979, se desempeñó en la Universidad Técnica de Berlín durante un año. Desde 1986-87, trabajó en la Universidad de Calgary y Nelson Industries en Wisconsin. A continuación, en 1994-95 se desempeñó como científico visitante en Ford Motor Company en su centro de Míchigan. Una vez retirado por jubilación, se desempeña como profesor honorario y científico sénior de INSA en el Centro para la Investigación en Acústica Técnica (FRITA) del Instituto Indio de la Ciencia.
Munjal vive en Bengaluru, Karnataka.

## Legado
Munjal ha realizado una amplia investigación en acústica con especial hincapié en el ruido y la vibración. Investigó y escribió sobre el diseño y la optimización de los pasajes de flujo y su trabajo tiene aplicaciones en la industria de la automoción y sistemas de Calefacción, ventilación y aire acondicionado. Su investigación ha sido documentado en varios artículos. Google Scholar y ResearchGate, repositorios en línea de artículos científicos, ha enumerado 221, y 121 de ellos respectivamente. Él es el autor de dos libros, Control de Ruido y Vibración y la Acústica de los Conductos y tubos de escape Con la Aplicación de Escape y el Sistema de Ventilación de Diseño, y ha editado otro, IUTAM Simposio sobre Diseño para Tranquilidad: Actas de UTAM Simposio celebrado en Bangalore, India, 12-14 de diciembre de 2000. también ha contribuido con capítulos de libros.
Munjal ha llevado a cabo más de 100 proyectos industriales de consultoría en control de ruido silencioso y diseños y tiene dos patentes, y un derecho de autor por su trabajo. Fundó el Centro para la Investigación en Acústica Técnica (FRITA), un centro dedicado a la investigación en acústica bajo el amparo del departamento de ingeniería mecánica en la Cdii. También ha guiado 16 doctorados y más de 70 másteres de sus estudios. Se sitúa, además, en el consejo de redacción de la Revista Internacional de Acústica y Vibraciones, la Revista Británica de Ruido y de la Salud, Diario Indio de Ingeniería y Ciencia de los Materiales y los Anales de la Academia Europea de Ciencias y es un exmiembro del consejo editorial de la Revista Internacional de Acondicionamiento de Monitorización y Diagnóstico de la Gestión de Ingeniería (COMADEM). También fue el editor invitado del Volumen 109 de la Ciencia Actual , publicado en julio de 2015. Su asociación con agencias de gobierno incluido el presidente de la Comisión Nacional para el Ruido de Control de la Contaminación (desde 1998), y membresías en Ciencias de la Ingeniería y del Consejo del Departamento de Ciencia y Tecnología en dos etapas (1991-94, 2004-07), miembro del Consejo de Investigación Científica e Industrial (1994-98) y del Consejo de Investigación del Consejo de la India para la Educación Técnica (1994-97). Presidió la Sociedad Acústica de la India durante 1999-2000, y se desempeñó como vicepresidente de Academia de Ciencias Nacional de la India, de 2011 a 2013. Ocupó la presidencia del Karnataka State Industrial Investment and Development Corporation de 1991 a 1994, y es un exmiembro de la dirección de la junta directiva del Instituto Internacional de Acústica y Vibraciones (1995-2001). Fue llamado como invitado a conferencias magistrales en varios seminarios y es un orador designado en Congreso de Automoción, Ruido y Vibración, que se celebra en marzo de 2017. También se encuentra en el Senado del Instituto Indio de Tecnología de Ropar.

### Libros editados
- M L Munjal (2013). Noise and Vibration Control. World Scientific. ISBN 978-981-4434-75-1.
- M. L. Munjal (1987). Acoustics of Ducts and Mufflers With Application to Exhaust and Ventilation System Design. John Wiley & Sons. ISBN 978-0-471-84738-0.
- Manohar Lal Munjal (2013). IUTAM Symposium on Designing for Quietness: Proceedings of the IUTAM Symposium held in Bangalore, India, 12–14 diciembre de 2000. Springer Science & Business Media. ISBN 978-94-017-0095-5.

### Capítulos
- Manohar Lal Munjal (2013). «Analysis and Design of Annular Airgap lined Duct for Hot Exhaust Systems». IUTAM Symposium on Designing for Quietness: Proceedings of the IUTAM Symposium held in Bangalore, India, 12–14 diciembre de 2000. Springer Science & Business Media. pp. 1-. ISBN 978-94-017-0095-5.
- F.P. Mechel (2008). Formulas of Acoustics. Springer Science & Business Media. pp. 1-. ISBN 978-3-540-76832-6.

### Artículos redactados
- «Automotive Noise – The Indian Scene in 2004». Proceedings of Acoustics 2004: 405–414. 2004.[34]
- «Analysis of Lined Ducts With Mean Flow, With Application to Dissipative Mufflers». J. Vib., Acoust., Stress, and Reliab 109 (4): 366–371. 1987. doi:10.1115/1.3269455.
- «Design of Reactive Rectangular Expansion Chambers for Broadband Acoustic Attenuation Performance based on Optimal Port Location». Acoustics Australia – Australian Acoustical Society 44 (2): 299–323. 2016. doi:10.1007/s40857-016-0053-8.
- «Advances in the acoustics of flow ducts and mufflers». Sadhana 15 (57). 1990. doi:10.1007/BF02760468.
- «Analysis and design of mufflers – An overview of research at the Indian Institute of Science». Journal of Sound and Vibration 211 (3): 425-433. 1998. doi:10.1006/jsvi.1997.1309.

## Premios y honores
Durante sus primeros años en la investigación, Munjal fue galardonado con la Medalla al Científico Joven por la Academia Nacional India de la Ciencia en 1975; por la mencionada Contribución Significativa en el Control del Ruido y de la Dinámica del Vehículo. En 1980, la Sociedad Acústica de la India seleccionó su artículo en la Revista de la Sociedad Acústica de la India (JASI) por el Premio Sir C. V. Raman y tres años más tarde, otro de sus artículos de 1983 recibió el premio Nelson Acoustical Paper Award de la Revista de la Sociedad Acústica de América; él recibiría el Premio Sir C. V. Raman por segunda vez en 2007. El Consejo de Investigación Científica e Industrial le concedió el Premio Shanti Swarup Bhatnagar, uno de los más altos de la ciencia de India en 1986. Recibió el Professor Rustom Choksi Award del Instituto Indio de la Ciencia, en 1995, y el Professor S. Bhagwantam Award de la Sociedad Acústica de la India en 2005; en el medio, recibió además el Mira Paul Memorial Award de la Fundación de Acústica para la Educación y Confianza Benéfica (AFECT) en el año 2000. La Investigación de Defensa y Desarrollo de la Organización le otorgó la Academia del Premio a la Excelencia por sus contribuciones en el desarrollo de soluciones prácticas para la reunión de civiles y de defensa de los requisitos, el mismo año que recibió el Jawaharlal Nehru National Award del Consejo para la Ciencia y la Tecnología Madhya Pradesh. También fue galardonado con el Professor Jai Krishna Memorial Award, de la Academia Nacional de Ingeniería de la India en 2013.
Munjal, miembro honorario del Instituto Internacional de Acústica y Vibraciones, fue elegido como becario por la Academia Nacional India de la Ciencia y de la Academia India de Ciencias en 1987 y de la Academia Nacional de Ciencias, India siguió desde 1990. También miembro de la Academia Nacional India de Ingeniería y la Sociedad Acústica de la India. Es un Distinguido Miembro Internacional del Instituto de Control de Ruido de Ingeniería (INCE), el único hindú en recibir el honor, y miembro de la Academia Europea de Acústica y Vibraciones. Él es también miembro honorario del Instituto Internacional de Acústica y Vibraciones. Los premios de oratoria entregados a Munjal incluyen la concesión conmemorativa M. S. Narayanan de la Sociedad Acústica de la India en 1995, y el Dr. Guru Prasad Chatterjee de la Academia Nacional India de la Ciencia en 2006.